# Покровка (Емельяновский район)
Покровка — деревня в Емельяновском районе Красноярского края. Входит в состав Тальского сельсовета.

## География
Деревня находится в центральной части края, в пределах подтаёжно-лесостепного района лесостепной зоны, на правом берегу реки Талой, вблизи места впадения в неё реки Егоровки, на расстоянии приблизительно 28 километров (по прямой) к северо-северо-западу (SSW) от посёлка городского типа Емельяново, административного центра района. Абсолютная высота — 296 метров над уровнем моря.
Климат
Климат характеризуется как резко континентальный, с продолжительной морозной зимой и коротким тёплым летом. Средняя температура воздуха самого тёплого месяца (июля) составляет 19 °C (абсолютный максимум — 38 °C); самого холодного (января) — −16 °C (абсолютный минимум — −53 °C). Продолжительность безморозного периода составляет в среднем 95 — 115 дней. Среднегодовое количество атмосферных осадков составляет 430—680 мм, из которых большая часть выпадает в летний период.

## История
Основана в 1897 году. По данным 1926 года имелось 82 хозяйства и проживало 419 человек (205 мужчин и 214 женщин). В национальном составе населения того периода преобладали украинцы. Функционировала школа I ступени. В административном отношении являлась центром Покровского сельсовета Красноярского района Красноярского округа Сибирского края.

## Население
| 2010 |
| ---- |
| 8    |

Половой состав
По данным Всероссийской переписи населения 2010 года в гендерной структуре населения мужчины составляли 45,6 %, женщины — соответственно 54,4 %.